# Stari Vlah

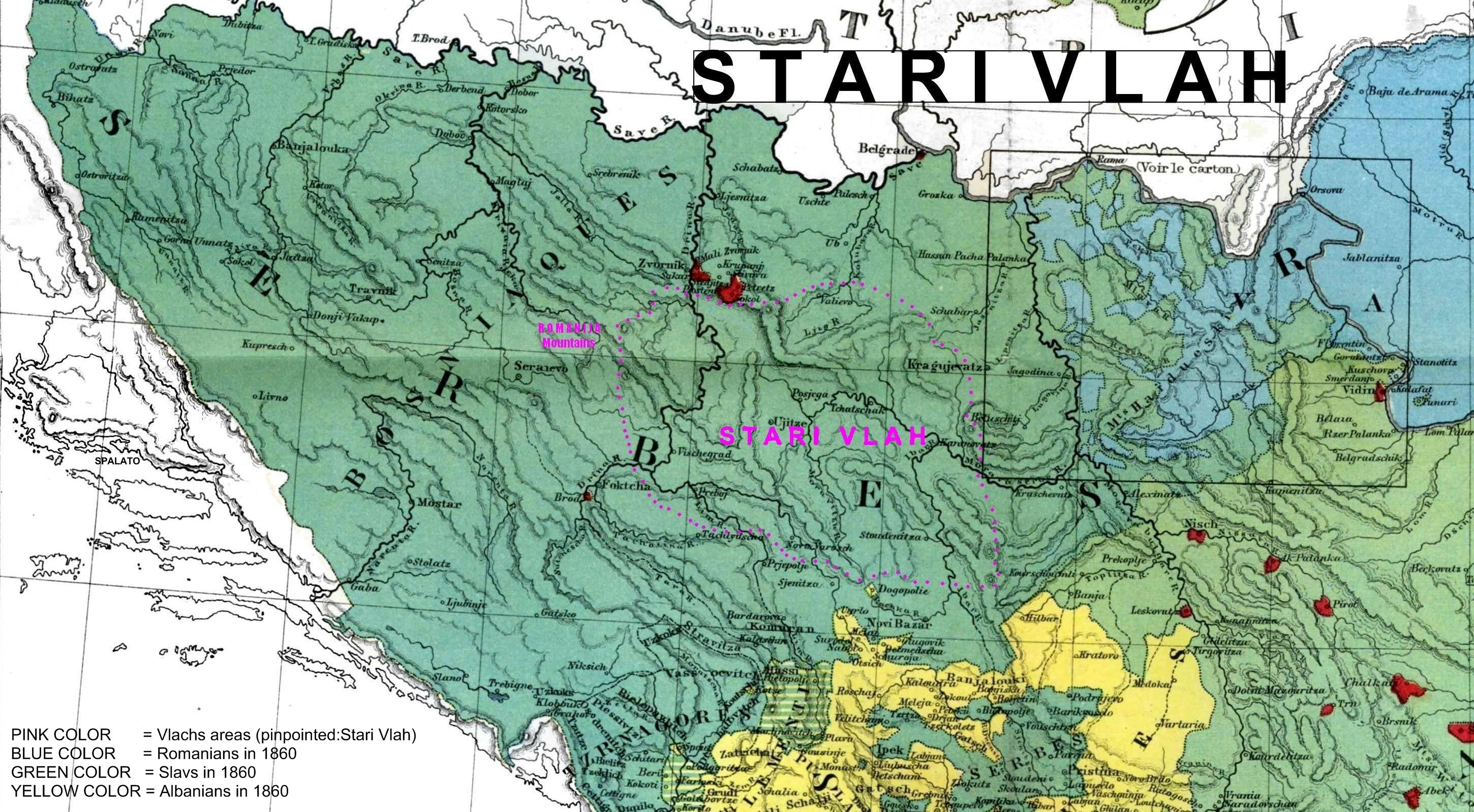
Stari Vlah

Stari Vlah (en serbe cyrillique : Стари Влах, en serbe latin : Stari Vlah) est une région historique et géographique de Serbie. Elle est située au sud-ouest de la Serbie centrale.

## Géographie
La région de Stari Vlah (en français "ancienne Valachie") englobe sept municipalités de Serbie : Priboj, Nova Varoš, Prijepolje, Užice, Ivanjica, Čajetina, et Arilje. Elle comprend des parties du district de Zlatibor (Priboj, Nova Varoš, Prijepolje, Čajetina et Arlije) et du district de Moravica (Ivanjica).
À l'ouest de Stari Vlah se trouve la frontière entre la Bosnie-Herzégovine et la Serbie avec la Romanija Planina, une autre ancienne Valachie. Au sud-est se trouve le district de Raška. À l'est s'étend la région de la Šumadija (Choumadie). Au nord se trouve le district de Kolubara.
Les monts Zlatibor sont situés dans la partie septentrionale de la région de Stari Vlah.